# 施內貝格山 (上奧地利前阿爾卑斯山脈)
47°52′23″N 14°24′43″E / 47.873039°N 14.411942°E
施內貝格山（德語：Schneeberg），是奧地利的山峰，位於該國北部，由上奧地利州負責管轄，屬於上奧地利前阿爾卑斯山脈的一部分，海拔高度1,244米，山體由石灰岩和泥灰岩組成。